# Николаев, Пётр Егорович
Пётр Егорович (Георгиевич) Николаев (1856 — ?) — морской офицер Российского Императорского Флота. Участник обороны Порт-Артура во время русско-японской войны.

## Биография
Петр Егорович родился 2 октября 1856 года в дворянской семье. Женился в 1904 году.

## Служба
В 1872 году поступил воспитанником в Морское училище. Зачислен на службу с 1873 года с производством в гардемарины флота. 1 мая 1876 года окончил Морское училище 44-м по списку выпуска.
30 августа 1877 года произведён в чин мичмана по флоту. Далее окончил курс Морской Учебно-стрелковой команды. С 1879 года по 1880 год служил во флотской стрелковой роте. В 1881 году награждён медалью в память взятия укрепления Геок-Тепе.
В 1882 году произведён в чин лейтенанта по флоту и переведён в Каспийскую военную флотилию (КВФ), где командовал ротой Каспийского флотского экипажа. Далее постовой командой Астрабадской морской станции, и до 1891 года пароходами и баржами Каспийской флотилии.
С 1891 года по 1893 год командовал пароходами Аму-Дарьинской флотилии.
С 18 июня 1894 года и до конца года назначен командовать мореходной канонерской лодкой «Секира» на Каспии. 6 декабря 1894 года Пётр Егорович произведён в капитаны 2-го ранга. С 18 июня 1895 года по 1897 год командовал канонеркой «Пищаль». В 1896 году награждён серебряной медалью «В память царствования императора Александра III», а 6 декабря этого же года орденом Святой Анны III степени «за внутреннее плавание». В 1898 году вновь командовал МКЛ «Секира» и награждён бронзовой медалью «За походы в Средней Азии 1853-1895 гг.» для ношения на груди на Георгиевской и Владимирской ленте, а в 1899 году опять командиром на МКЛ «Пищаль».
В 1899 году переведён на Балтийский флот. В 1899 года назначен командовать МКЛ «Дождь», награждён Серебряной медалью «В память коронации Императора Николая II». В 1900 году назначен командиром канонерской лодки береговой обороны «Мина», 9 апреля награждён Орденом Святого Станислава II степени. С 1901 года уже в чине капитана 2-го ранга переведён в 8-й флотский экипаж в Кронштадте, командовал миноносцами на Балтике. 22 сентября «За выслугу 25 лет в офицерских чинах и совершение восьми шестимесячных морских кампаний» отмечен орденом Святого Владимира IV степени с бантом.
С конца 1901 года назначен старшим офицером броненосца береговой охраны «Адмирал Ушаков», который в летних плаваниях ходил с воспитанниками Морского кадетского корпуса в составе Учебного Артиллерийского отряда эскадры БФ. На зимовку броненосец уходил в Либаву.
С марта 1903 года переведён на Дальний Восток России, во Владивостоке служил на кораблях Тихоокеанского флота. 8 сентября 1903 года назначен командиром МКЛ «Гремящий», но принял её только 2 декабря от капитана 2-го ранга А. С. Загорянского-Киселя.

«Лодкой „Гремящий“ командовал капитан 2-го ранга Николаев, уже очень пожилой человек, присланный на восток для отбывания ценза. Этот командир захворал тотчас же, как только его лодке представилась перспектива принимать участие в военных действиях.»— «Воспоминания об осаде Порт-Артура 1904 года», адмирал Н. О. фон Эссена
18 мая 1904 года «… за неисполнение приказа командующего Тихоокеанской эскадры выйти 13.05.1904 г. в Теливанскую бухту на поддержку сухопутных войск» высочайшим приказом по Морскому ведомству капитан 2-го ранга П. Г. Николаев был отстранён от командования МКЛ «Гремящий» и списан в распоряжение командира Порт-Артура. Со 2 августа 1904 года Пётр Егорович числился больным по Морскому госпиталю, а с 14 августа исполнял обязанности заведующего плавсредствами для перевозки раненых. После сдачи Порт-Артура попал в плен.
После плена, в октябре 1905 года капитан 2-го ранга П. Е. Николаев назначен флаг-капитаном берегового штаба старшего флагмана 1-й флотской дивизии Балтийского флота. А в 1906 году поставлен временно заведовать 1-м и 7-м флотскими экипажами. В этом же году был награждён серебряной медалью «В память русско-японской войны 1904—1905 гг» на Георгиевской и Александровской ленте, далее уволен со службы с производством в полковники.
Дальнейшая судьба неизвестна.